# Rouleau illustré d'Obusuma Saburō
Le Rouleau illustré d’Obusuma Saburō (男衾三郎絵巻, Obusuma Saburō ekotoba) est un emaki datant de l’époque de Kamakura. Ce rouleau enluminé classé bien culturel important narre une histoire populaire mêlant romance, tragédie et bataille. Il nous est cependant parvenu dans un état fragmentaire, la suite et fin de l’emaki étant perdue.

## Art desemaki

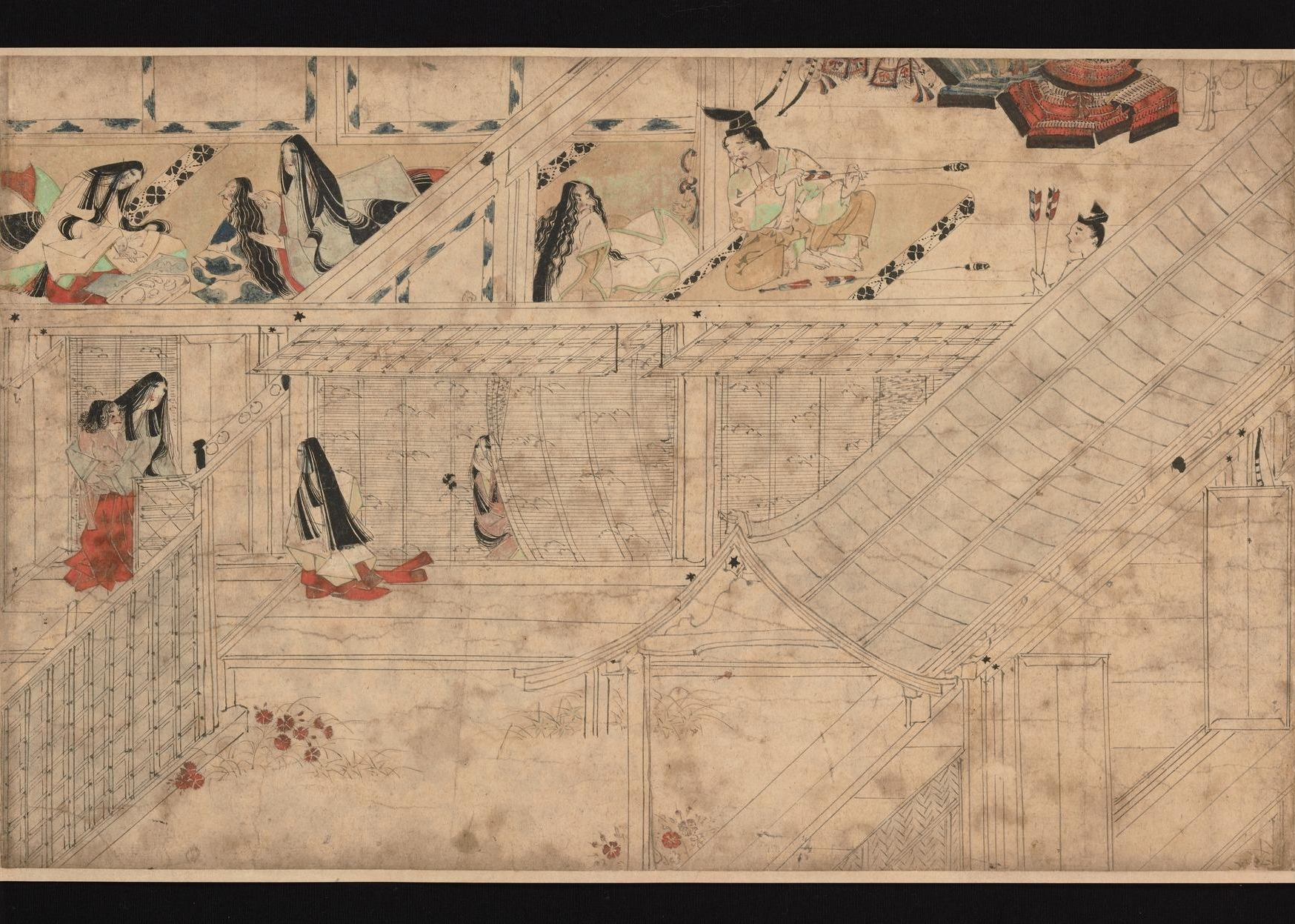
Obusuma (en haut à droite) et sa famille dans la deuxième peinture.

Apparu au Japon grâce aux échanges avec l’Empire chinois, l’art de l’emaki se diffusa largement auprès de l’aristocratie à l’époque de Heian (794–1185). Un emaki se compose d’un ou plusieurs longs rouleaux de papier narrant une histoire au moyen de textes et de peintures de style yamato-e. Le lecteur découvre le récit en déroulant progressivement les rouleaux avec une main tout en le ré-enroulant avec l’autre main, de droite à gauche (selon le sens d’écriture du japonais), de sorte que seule une portion de texte ou d’image d’une soixantaine de centimètres est visible. La narration suppose un enchaînement de scènes dont le rythme, la composition et les transitions relèvent entièrement de la sensibilité et de la technique de l’artiste. Les thèmes des récits étaient très variés : illustrations de romans, de chroniques historiques, de textes religieux, de biographies de personnages célèbres, d’anecdotes humoristiques ou fantastiques…

## Historique

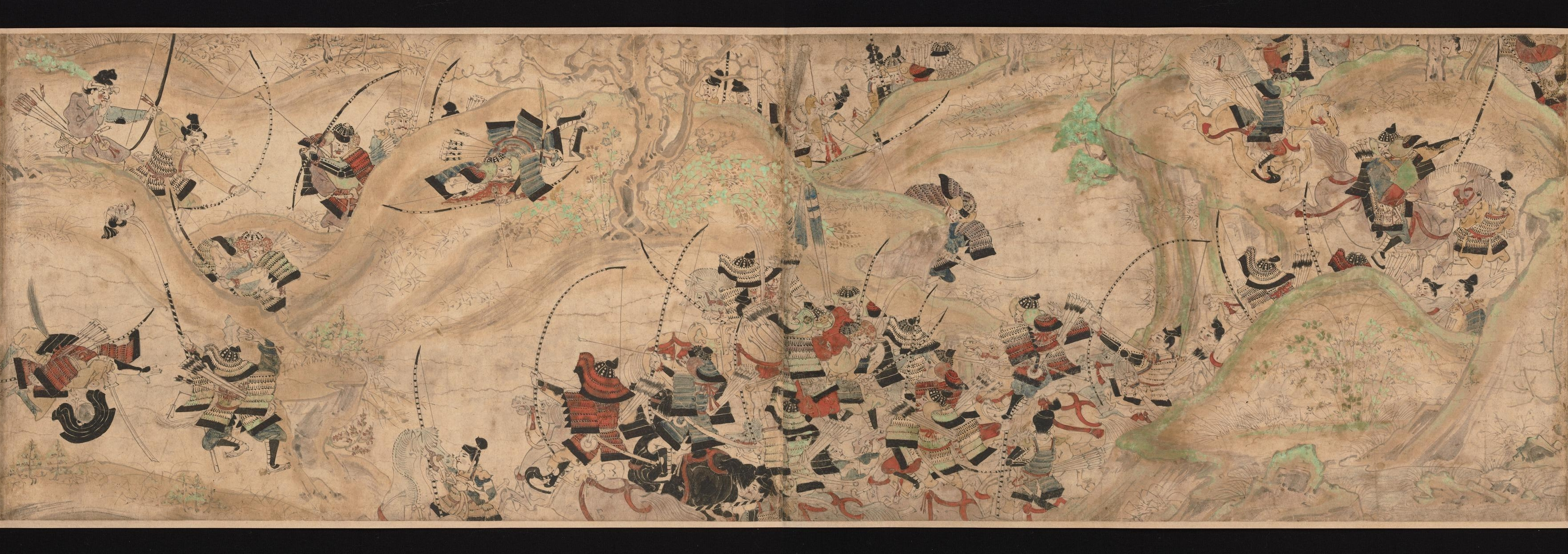
Détail de la bataille dans la troisième peinture.

Il n’existe aucune certitude quant à l’auteur et à la date de réalisation de l’œuvre. Les peintures présentent toutefois une forte proximité avec un emaki du musée Jingū Chōkokan d’Ise, le Rouleau enluminé du concours poétique sur les nouveaux sites célèbres d'Ise (Ise shin-meiho-e uta-awase) datant environ de 1295, si bien que les deux œuvres pourraient avoir été réalisée par la même main à la même période, tout à la fin du XIIIe siècle ou au début du XIVe siècle,. L’auteur du Ise shin-meiho-e ita-awase est probablement Tosa no Takasuke, bien qu’il n’y ait pas de preuve formelle, si bien que ce peintre pourrait aussi être l’auteur du Rouleau illustré d’Obusuma Saburō, là encore sans certitude aucune. Le commanditaire est peut-être un noble de la région d’Ise.
Le rouleau appartenait au clan Asano avant d’être donné à l’Agence pour les affaires culturelles. Il est de nos jours entreprosé au musée national de Tokyo et est classé bien culturel important.

## Description

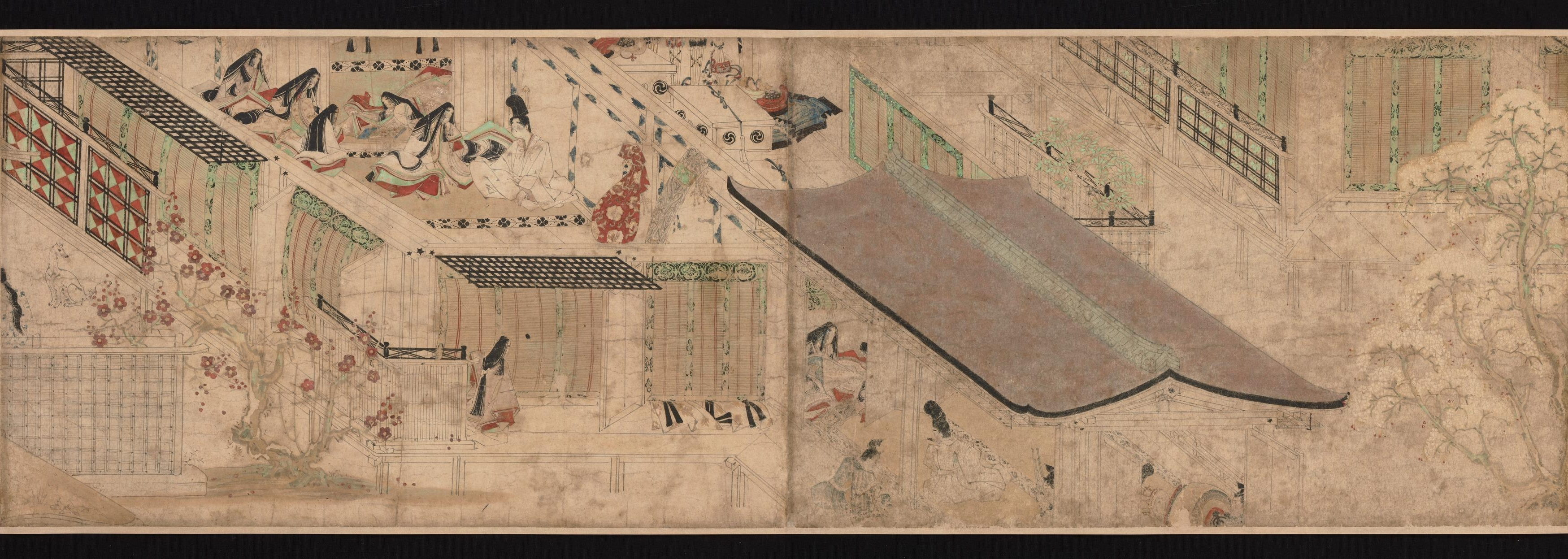
La demeure de Yoshimi qui vit à la manière des nobles de Kyoto, détail de la première peinture.

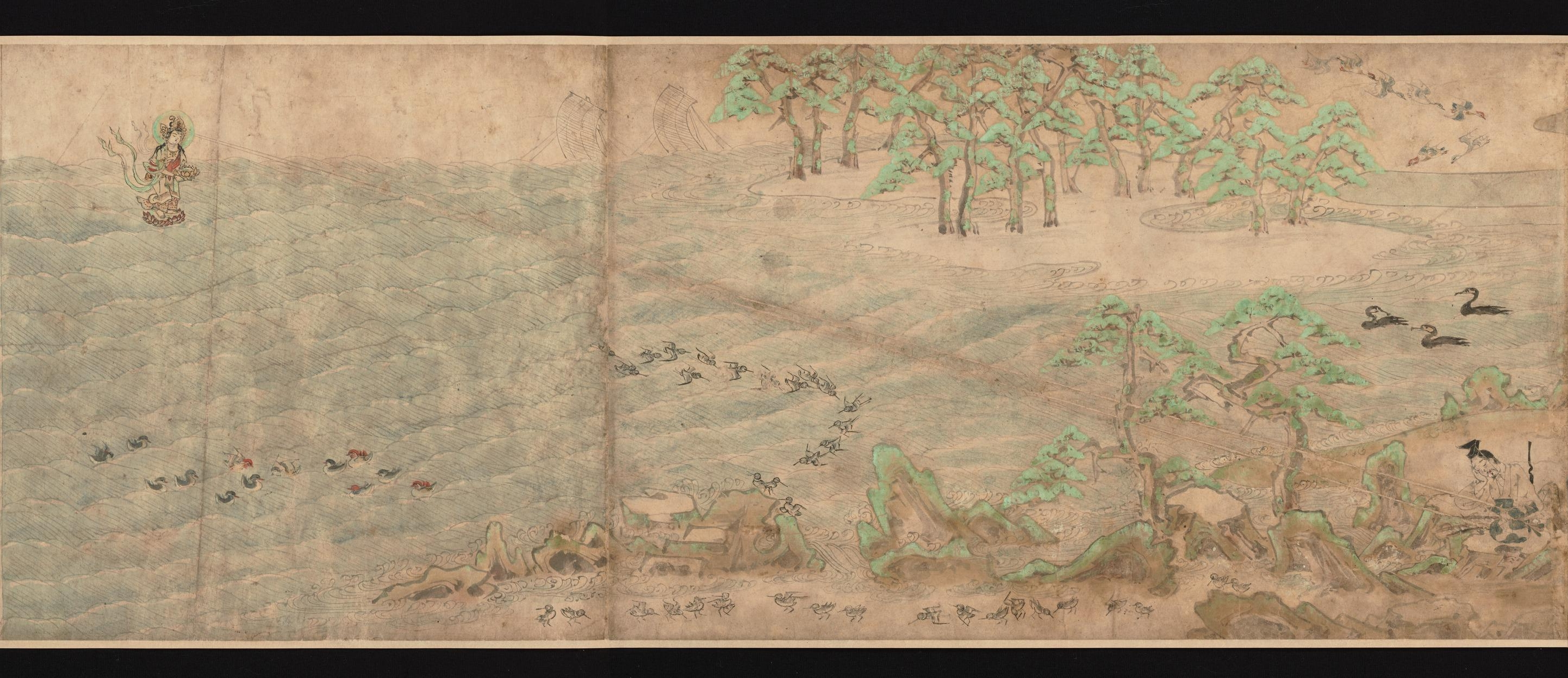
Kannon apparaît en rêve à Ietsuna dans la quatrième peinture.

L’emaki se compose aujourd’hui d’un rouleau de papier (29,3 × 1 269,6 cm) couvrant le début du conte d’Obusuma, mais l’œuvre originelle possédait probablement un ou plusieurs autres rouleaux narrant la totalité de l’histoire, ici interrompue. Le rouleau existant est composé de sept sections, chacune incluant un texte puis une illustration (sauf la sixième section où la peinture a été endommagée et dont il ne reste que quelques fragments). 
Les sept sections narrent le conte comme suit,,, :
1. Cette section introduit le récit et les personnages : deux frères, Yoshimi et Obusuma, de la classe des guerriers (bushi) vivant dans la province de Musashi au début du XIIIe siècle. Yoshimi est un homme élégant et raffiné avec une famille aimante. Il a une fille réputée pour sa beauté, Jihi, qu’il accepte de marier à un riche jeune homme du nom de Namba-no-Tarō.
2. Obusuma est plus rustre et impétueux que son frère, prenant plaisir seulement dans le maniement des armes. Il est marié à une femme laide dont il a cinq enfants.
3. Un jour d’automne, les deux frères et leurs hommes s’apprêtent à gagner Kyoto pour servir temporairement comme garde du palais impérial. En route, l’escorte de Yoshimi est attaquée par des bandits et ce dernier est mortellement blessé. Obusuma arrive trop tard pour le sauver, mais entend ses dernières volontés : prendre soin de sa famille.
4. Ietsuna, un fidèle de Yoshimi, décide de ramener sa tête à Musashi. En chemin, Kannon, la déité de la compassion, lui apparaît en rêve et lui montre la salvation de Yoshimi et son accession à la Terre pure de Kannon en illuminant la tête de Yoshimi.
5. Ietsuna arrive à Musahi et narre ses péripéties.
6. Obusuma, de retour à Musashi, n’entend pas tenir sa promesse faite à son frère mourant. Au contraire, il s’adjuge ses terres, force Jihi et sa mère à vivre dans la misère, et sabote son mariage avec Namba-no-Tarō en faisant courir la rumeur de la mort de Jihi. Namba-no-Tarō part en pèlerinage pour prier pour l’âme de sa dulcinée qu’il croit défunte. Pendant ce temps, le nouveau kokushi (fonctionnaire impérial) de Musashi, en visite sur le domaine d’Obusuma, est frappé par la beauté de Jihi et demande sa main, mais la femme d’Obusuma lui coupe les cheveux, l’habille horriblement et la force à travailler nuit et jour.
7. Obusuma et sa femme tentent de tromper le gouverneur en lui présentant une de leur fille à la place de Jihi. Toutefois, le gouverneur, révulsé par la laideur de la fille, prend congé et écrit un poème nostalgique sur la beauté de Jihi.

Le récit s’arrête ici, la fin étant perdue. L’histoire est peut-être inspirée de faits réels, ou de contes sur Kannon, mais sans certitude car il n’existe aucun autre document évoquant cette histoire.

## Style
L’emaki est réalisé dans le style de peinture yamato-e. La composition des scènes fait montre de la grande expérience du peintre, qui parvient à représenter de façon harmonieuse un récit relativement complexe mêlant bataille, romance, religion... Le peintre emploie les techniques traditionnelles de l’emaki, dont le fukinuki yatai qui consiste à ne pas représenter le toit des bâtiments afin de montrer des scènes d’intérieur.
Un grand soin est apporté à la représentation des paysages, qui prend en compte les saisons auxquelles se déroule le récit, aspect important dans la peinture traditionnelle. Il en résulte une atmosphère délicate et émotionnelle.

Voir le rouleau entier (cliquez pour agrandir ; sens de lecture de droite à gauche).

## Historiographie

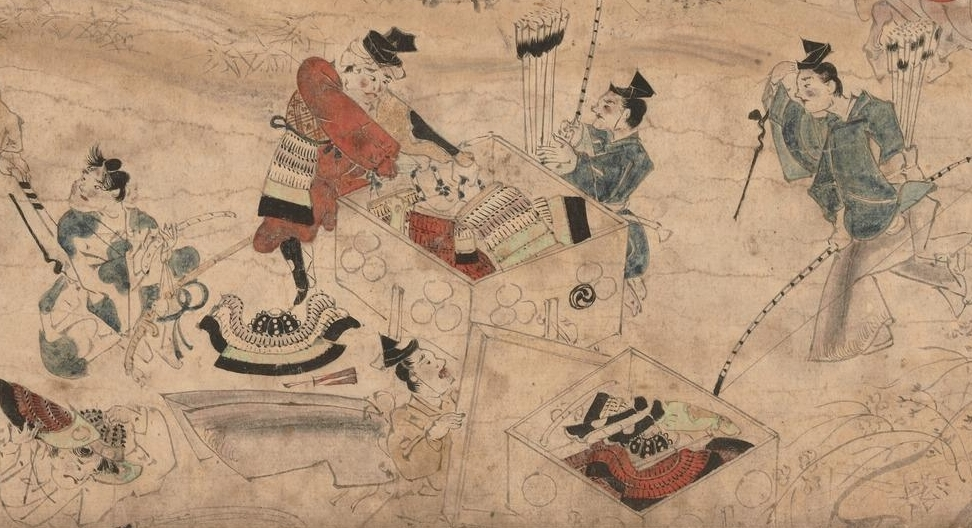
Le rouleau renseigne en particulier sur la vie des guerriers (bushi) à l’époque de Kamakura.

L’œuvre présente un grand intérêt pour l’étude du mode de vie des guerriers (bushi) à l’époque de Kamakura,,. Il s’y trouve notamment des détails sur leur armement, leurs vêtements, leur art du combat ; au-delà de l’aspect militaire, l’œuvre présente aussi des éléments de la vie quotidienne, comme le jeu de go ou les enfants. L’histoire se déroule en province, mais le peintre prend probablement plutôt pour modèle la vie à Kyoto.